# Displasia coxofemoral canina

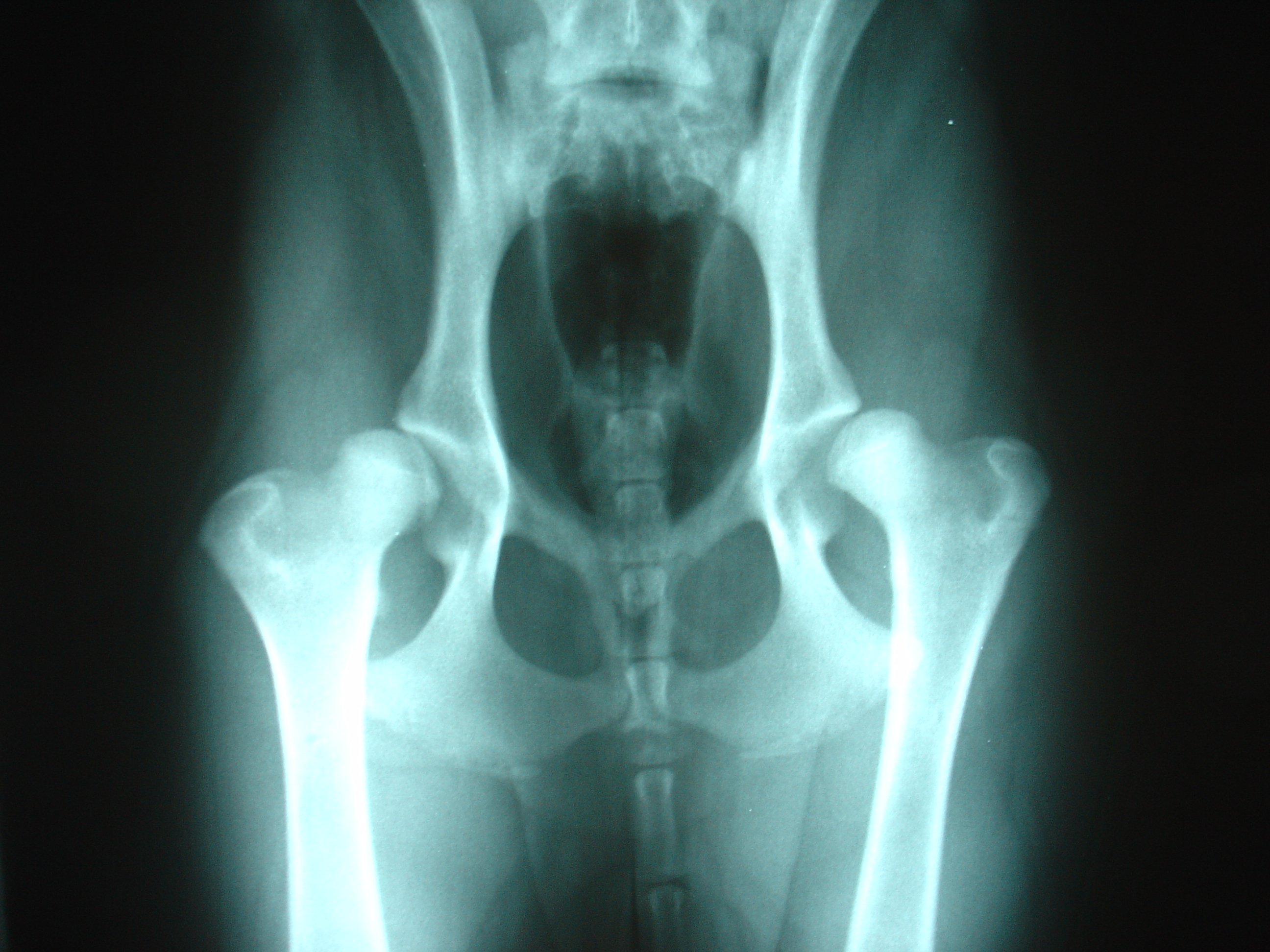
Raio X de um cão Labrador com displasia coxofemoral bilateral

A displasia coxofemoral (português brasileiro) ou displasia de anca (português europeu) é uma afecção de cães e gatos definida como uma doença hereditária biomecânica, representada pela disparidade entre a massa muscular primária e o rápido crescimento ósseo, levando a uma instabilidade na articulação coxofemoral (conexão entre a cabeça do fêmur, ligamento e acetábulo).

## Características
A displasia coxofemoral é caracterizada por uma instabilidade na articulação coxofemoral (a conexão entre a cabeça do fêmur, ligamento e acetábulo) causando gradual perda da cartilagem e por consequência o desgaste e deformação da cabeça do fêmur e do acetábulo, causando dor e dificuldade de locomoção. Pode ser hereditária ou adquirida.

### Incidência
Esta afecção pode acometer cães de todas as raças, mas principalmente raças de porte grande e gigante com crescimento rápido. É muito improvável que cães de menos de 12 kg sejam acometidos. É uma doença rara em gatos.
Algumas das raças com maior incidência de displasia coxofemoral são: Rottweiler, Pastor Alemão, Labrador Retriever, Golden Retriever, Pit Bull, Akita Inu e Akita Americano e Fila brasileiro.
De acordo com censo da UNESP de cães radiografados num período de 8 anos, as duas raças mais diagnosticadas com a displasia foram o Rottweiler, em primeiro lugar, e o Pastor alemão, em segundo, correspondendo respectivamente a 28,19% e 19,69% de todos os 259 cães diagnosticados neste período.
As raças com baixa incidência são os de tipo lebréu: Greyhound, Borzoi, Wolfhound irlandês, Afghan hound, Whippet e Saluki, pela alta relação entre a massa muscular e massa corporal.

### Causas, profilaxia e sintomas
A etiologia ou causa é variada, incluindo:
- Rápido desenvolvimento ósseo sem sincronia com o desenvolvimento muscular;
- Excessiva alimentação resultando em peso excessivo;
- Distrofia da musculatura, exercício intenso em filhotes;
- Ossificação endocondral anormal.

Quando hereditária, geralmente os filhotes são normais na primeira semana de vida e apenas posteriormente vão desenvolvendo a doença de forma gradativa. Nestes casos, os sinais tardios podem começar até os 24 meses de idade.
Em caso de displasia adquirida, para preveni-la é importante evitar pisos lisos, realizar exercícios moderados visando fortalecer a musculatura da pélvis, e deve-se evitar ao máximo a obesidade.
A dor, com conseqüente claudicação e impotência funcional do(s) membro(s) pélvico(s), é causada inicialmente em (animais jovens) pela lassidão e instabilidade articulares e, na fase crônica da doença (animais adultos), pela degeneração da articulação devido à incongruência articular. Tal degeneração resulta em lesões na cartilagem, micro fraturas da cabeça do fêmur e do acetábulo e processos inflamatórios da cápsula articular.

## Diagnóstico
O diagnóstico é feito pelos sintomas, avaliação clínica, e achados radiológicos.

## Classificação da Displasia Coxofemoral em cães
O grau de displasia, segundo diagnóstico radiográfico, é classificado em 5 graus tomando como base o método de Norberg, conforme a tabela à baixo:
| Grau  | Descrição                                    | Reprodução            |
| HD-   | Sem sinais de displasia coxofemoral          | Apto à reprodução     |
| HD+/- | Articulações coxofemorais próximas do normal | Apto à reprodução     |
| HD+   | Displasia coxofemoral de grau leve           | Ainda permitido       |
| HD++  | Displasia coxofemoral de grau moderado       | Não apto à reprodução |
| HD+++ | Displasia coxofemoral de grau severo         | Não apto à reprodução |

Os graus são nomeados com HD de Hip Dysplasia, em inglês "displasia de anca". Porém os mesmos graus de displasia podem também ser classificados da letra A à letra E, sendo o A equivalente ao grau HD-, e assim consecutivamente.
Em algumas raças de cães, indivíduos com articulação coxofemoral classificadas como de grau HD+ já não são utilizados para reprodução. Em outros casos, quando permitido, cães HD+ só podem ser acasalados com cães HD-.
Apesar de que o exame radiográfico possa ser realizado mais cedo, o diagnóstico definitivo só é dado aos cães à partir de 2 anos (24 meses) de idade.

## Tratamento

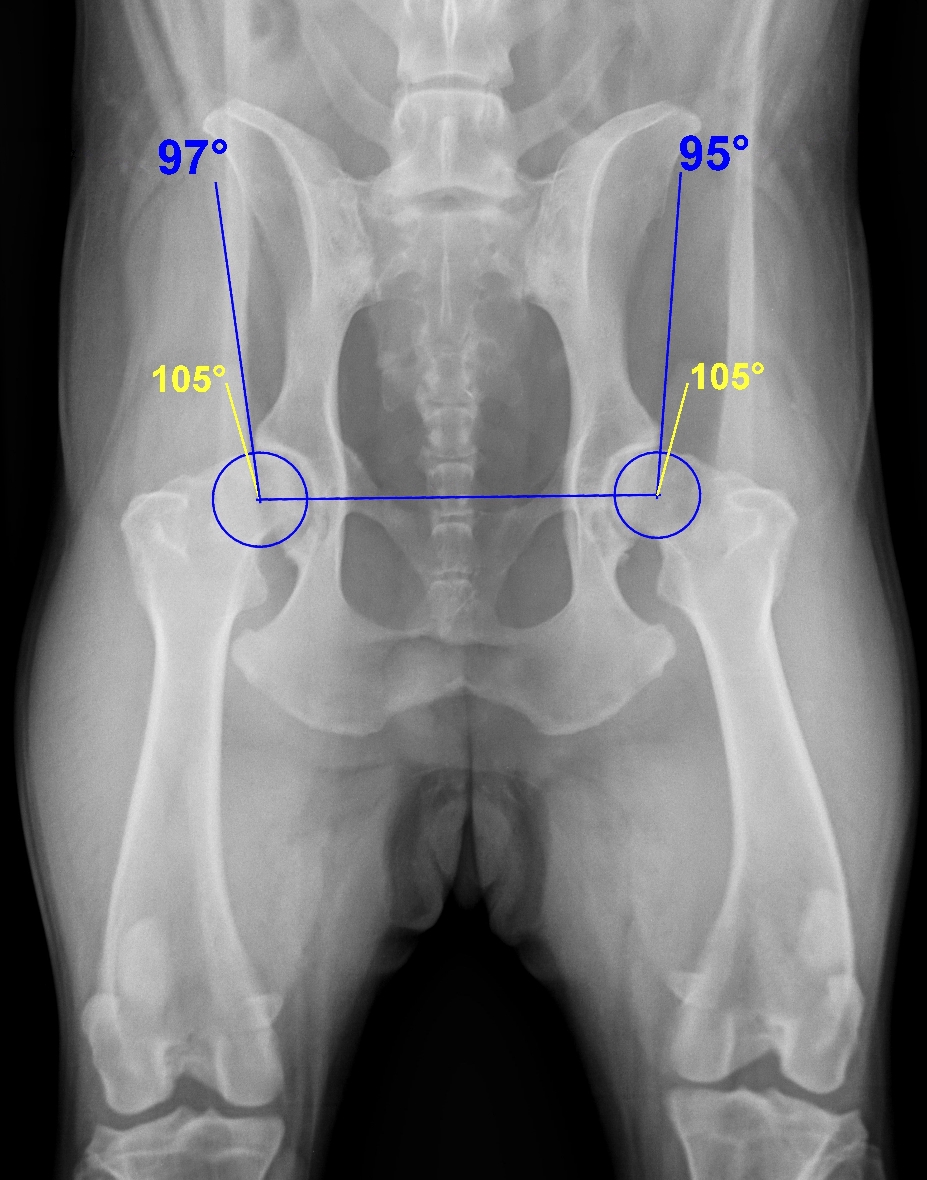
Displasia em rottweiler. Exame radiológico com uso do ângulo de Norberg

O tratamento da displasia coxofemoral pode ser conservativo com anti-inflamatórios não esteroides, analgésicos e condroprotetores, redução do exercício, controle do peso, fisioterapia; ou cirúrgico com pectinectomia, osteotomias corretivas, artroplastia das bordas acetabulares, osteotomia pélvica tripla, sinfisiodese, e denervação . Uma forma de evitar que os reprodutores transmitam esta doença aos filhotes, é  diagnosticar todos os exemplares da raça através de radiografias e evitar o cruzamento dos animais afetados, já que é transmitida de forma hereditária. Um cão que tem displasia coxo-femoral pode viver uma vida normal, sempre que sejam levados a consideração os cuidados de controle de peso, exercícios e medicação.
Portanto, na hora de comprar um filhote de cão, principalmente das raças mais sujeitas à displasia, lembra que por mais que peça ao criador que apresente o certificado de displasia dos pais, isto não pode garantir que seu filhote não tenha este problema (já que é uma doença (hereditária). E caso você já tenha um cão em casa, procure seu veterinário para realizar esse exame, a fim de evitar que a doença se espalhe. Atualmente já se pode ser feito tratamento com células-tronco.